# Natalia Borges Polesso
Natalia Borges Polesso (Bento Gonçalves, 6 de agosto de 1981) é uma escritora, pesquisadora e tradutora brasileira.

## Carreira
Seu primeiro livro, Recortes para álbum de fotografia sem gente, venceu o Prêmio Açorianos de Literatura de 2013 na categoria Contos. Em 2016, ganhou o prêmio Jabuti com o livro de contos Amora, além do Prêmio Minuano de Literatura pelo livro A extinção das abelhas em 2022, também finalista do Prêmio Jabuti na categoria Romance no mesmo ano.
Em 2017, foi incluída na lista Bogotá39, que reúne 39 escritores destacados da América Latina. Em 2019, lançou seu primeiro romance, Controle. 
Sua obra está publicada em diversos países e traduzida para o inglês e o espanhol[carece de fontes?].
Atualmente, é pesquisadora de pós-doutorado na Pontifícia Universidade Católica do Rio Grande do Sul. Possui pós-doutorado pela Universidade de Caxias do Sul e doutorado em Teoria da Literatura pela PUCRS (2017). Concluiu o mestrado em Letras na Universidade de Caxias do Sul, com uma dissertação sobre a obra de Tânia Faillace.

## Obras

### Livros próprios
- 2013 - Recortes para álbum de fotografia sem gente - contos (Modelo de Nuvem)
- 2015 - Coração à corda - poesia (Patuá)
- 2016 - Amora - contos (Não Editora)
- 2018 - Pé atrás - poesia (Fresta)
- 2018 - Recortes para álbum de fotografia sem gente - contos (Não Editora)
- 2019 - Controle - romance (Cia das Letras)
- 2020 - Corpos Secos (com Samir Machado de Machado, Marcelo Ferroni e Luisa Geisler[7]
- 2021 - A extinção das abelhas - romance (Cia das Letras)
- 2022 - Formiguinhas (FTD)
- 2023 - Foi um péssimo dia (Dublinense)

### Participação em antologias de contos
- 2019 - A resistência dos vagalumes - participação com o conto Milena

- 2019 - Eu, Tituba: bruxa negra de Salem, de Maryse Condé - romance (Rosa dos Tempos)
- 2019 - Nós&Eles, de Bahiyyih Nakhjavani - romance (Dublinense)
- 2021 - Um gato entre os pombos, de Agatha Christie - romance (Harper Collins)